# Petrarkisme
Het Petrarkisme is een stroming in de liefdespoëzie van de Europese renaissanceliteratuur die liefdeslyriek in navolging van de poëzie van Francesco Petrarca (1304 - 1374) betreft. Deze Italiaanse humanist was verliefd op Madonna Laura (mogelijk een fictieve figuur), een rijke, gehuwde vrouw die hij ontmoet zou hebben op Goede Vrijdag, 6 april 1327. Hoewel zij onbereikbaar is voor hem, schrijft hij steeds gedichten over haar, en na haar dood op 6 april 1348 zet hij dat voort. Bepaalde motieven en stijlfiguren in deze gedichten zijn door latere dichters nagevolgd, en daarmee is de stroming van het petrarkisme ontstaan. Een stroming die veel grote poëzie heeft opgeleverd, maar ook veel slechte: na enige tijd was het een kunstje dat ook mindere dichters moeiteloos navolgden.

## Kenmerken
Kenmerkend voor deze gedichten in navolging van Petrarca zijn de talrijke stijlfiguren, vaak gebaseerd op een antithese. Parallel opgebouwde zinnen met antithetische of complementaire inhoud, tegenstrijdigheden, paradoxen, oxymorons en gedurfde woordcombinaties worden in de petrarkistische gedichten in groten getale aangetroffen. Deze voorkeur voor tegenstellingen verklaart ook de voorkeur van Petrarca en zijn navolgens voor het sonnet: een veertienregelig gedicht dat uit twee delen bestaat waartussen een wending (volta, chute) in de inhoud.

## Achtergrond
Het petrarkisme heeft zijn grondslag in de renaissancefilosofie. Het is te beschouwen als de neerslag van het neoplatonisme in de liefdespoëzie. Humanistische denkers uit de eeuw na Petrarca, zoals Marsilio Ficino en Giovanni Pico della Mirandola, gingen in navolging van Plato uit van een wereldbeeld waarbij de liefde tussen mensen een aardse afspiegeling is van de goddelijke liefde. De ziel vertegenwoordigt de waarheid en de werkelijkheid; de aardse verschijningsvorm van de mens is daarvan slechts een afspiegeling. Liefde kan alleen tussen zielen bestaan; uiterlijke schoonheid laat de innerlijke schoonheid en deugdzaamheid zien. De geïdealiseerde geliefde is per definitie onbereikbaar voor de minnaar: de vervulling van de ware liefde is in het aardse leven niet mogelijk, alleen in de platonische "wereld der ideeën", waar de ziel verblijft en tot in de eeuwigheid zal blijven. Voor de christelijk-humanistische filosofen waarop de petrarkisten zich baseerden stond deze wereld der ideeën gelijk aan de hemel, waarmee de liefde ook een mystiek aspect krijgt.
Hiermee hangen de thema’s, motieven en concetti samen die in de petrarkistische poëzie voorkomen. De ziel wordt bijvoorbeeld voorgesteld als een schip dat op een woelige zee een veilige haven zoekt; het bereiken van de geliefde valt samen met de dood. Vaak wordt een opsomming gegeven van haar schoonheid: haar haren, haar ogen, haar wenkbrauwen (vergeleken met de boog van Cupido) en haar mond. De schoonheid van de geliefde is niet alleen uiterlijk, maar verbonden met de deugdzaamheid, want uiterlijke schoonheid is een afspiegeling van de schoonheid van de ziel. De dichter is jaloers op de attributen die haar mogen aanraken, zoals haar kam of haar haarspeld, en beseft dat de tijd van jeugdige schoonheid snel voorbij zal zijn. De petrarkistische beeldspraak is vaak ontleend aan de klassieken (de Griekse en Romeinse mythologie). Een andere veelgebruikte bron is het vroeg-zestiende-eeuwse Il libro del cortegiano (Het boek van de hoveling) van Baldassare Castiglione, waarin edelmannen de erecodes konden vinden waarmee ze jonkvrouwen het hof konden maken.
De gebruikte beelden werden in de loop der tijden vaak clichés naarmate meer dichters ze van elkaar overschreven. Zo worden de ogen steevast de "spiegels van de ziel" genoemd. De golvende, in de zon schitterende haren, waardoor de geliefde doet denken aan een stralende godin die als een zon aan de hemel staat, zijn doorgaans blond. Dit correspondeert met het Italiaanse schoonheidsideaal, maar dichters in noordelijke landen namen dit klakkeloos over, hoewel blonde vrouwen daar geen zeldzaamheid zijn.

## Petrarkisme in de Nederlandse literatuur
In de Nederlandse literatuur is de invloed van dit petrarkisme tamelijk groot geweest, zowel rechtstreeks vanuit Italië als via de omweg van de Franse dichters van La Pléiade. Zeventiende-eeuwse dichters als Pieter Corneliszoon Hooft, Gerbrand Adriaensz. Bredero en Constantijn Huygens hebben Petrarca bewonderd en vertaald; de bewondering voor dit soort liefdespoëzie is tot in de negentiende eeuw blijven bestaan. Dichters als Hubert Kornelisz. Poot, Rijklof Michaël van Goens en Rhijnvis Feith volgen zijn lyriek na, soms uit de tweede hand.
Sonnet van Petrarca, vertaald door Constantyn Huygens
I' VO PIANGENDO I MIEI PASSATI TEMPI

Ick gae vast en beklaegh mijn' afgeleefde dagen,

    Die 'ck leelick heb verquist aen menschelicke minn,

    Niet eens ter vlucht getilt, daer ick nu wel bevinn

    Dat mij mijn' wiecken vrij veel hooger konden dragen.

(5) Onsienbaer, eewich God, ghij die daer hebt verdragen

    Mijn' boosheden gepleeght soo tegens uwen sinn,

    Helpt mijn' verdoolde ziel, staet voor haer' schulden in,

    En heelt met uw genad' haer sondige misdragen.

Op dat ick, die in storm en onweer hebb gesweeft,

    (10) In Vre mogh' havenen, en hebb ick niet beleeft

    Als ydelheit, altoos met eeren mogh' vertrecken,

Dat m' in de korte wijl die mijnen tyd kan strecken,

    En in mijn' stervens uer uw' heil'ge hand behouw':

    Ghij weet dat ick op u, en u alleen, betrouw.
Sonnet met petrarkistische motieven van Bredero
Vroegh in den dageraet, de schoone gaet ontbinden

Den Gouden blonden tros, Citroenich van coleur,

Gezeten inde Lucht, recht buyten d'achter deur,

Daer groene Wijngaert loof oyt louwen muer beminde.
Dan beven Amoureus de lieffelijckste Winden,

In 't gheele zijdich hayr, en groeten met een geur

Haer Goddelijck aenschijn, op dat sy dese keur

Behielt, van dagelijcx haer daer te laten vinden.
Gheluckigh is de Kam, verguldt van Elpen been,

Die dese vlechten streelt, dit waerdich synd' alleen;

Gheluckiger het snoer, dat in haer dicke tuyten
Mijn Ziele mee verbint, en om 't hooft gaet besluyten,

Hoe wel ick 't liever zie wilt golvich na syn jonst,

Het schoone van natuur passeert doch alle const.